# Lutzia
Lutzia é um género zoológico, pertencente à família Culicidae, que é vulgarmente chamada de mosquito.